# Santa Lucía Chico
De Río Santa Lucía Chico is een rivier in het Departement Florida in het zuiden van Uruguay en behoort tot het stroomgebied van de Rio de la Plata

## Geografie
Deze zijrivier van de Rio Santa Lucía ontspringt op een hoogte van 280 meter in de Cuchilla de Santa Lucía. In zijn 105 km lange loop stroomt hij onder andere door de hoofdplaats van het departement Florida. Daar bevindt zich ook de Piedra Alta waar op 25 augustus 1825 de onafhankelijkheid van Uruguay werd uitgeroepen. 